# Tweede klasse 2011-12 (voetbal België)
Het seizoen 2011/12 van de Belgische Tweede Klasse ging van start in de zomer van 2011 en eindigde in het voorjaar van 2012. 

## Gedegradeerde teams
Deze teams degradeerden uit Eerste Klasse voor de start van het seizoen:
- KAS Eupen (winnaar degradatie play-off, laatste in eindronde tweede klasse)
- R. Sporting du Pays de Charleroi (verliezer degradatie play-off)

## Gepromoveerde teams
Deze teams promoveerden uit Derde Klasse:
- VC Eendracht Aalst 2002 (kampioen 3de Klasse A)
- R. White Star Woluwe FC (kampioen 3de Klasse B)
- SK Sint-Niklaas (winnaar eindronde 3e klasse)

## Promoverende teams
Deze teams promoveren naar Eerste Klasse op het eind van het seizoen:
- R. Sporting du Pays de Charleroi (kampioen)
- KVRS Waasland - SK Beveren (eindronde)

## Degraderende teams
Deze teams degraderen naar Derde Klasse op het eind van het seizoen:
- FCV Dender EH (voorlaatste plaats)
- K. Standaard Wetteren (laatste plaats)
- KVK Tienen (eindronde)

## Ploegen
Achttien clubs spelen in het seizoen 2011/12 in Tweede Klasse. 11 clubs komen uit Vlaanderen, 5 uit Wallonië en 2 uit Brussel.
| Stam- nummer | Club                             | Plaats                 | Trainer              | Vorige trainers seizoen 2011/12        |    |
| ------------ | -------------------------------- | ---------------------- | -------------------- | -------------------------------------- | -- |
| 4276         | KAS Eupen                        | Eupen                  | Wolfgang Frank       |                                        | 1  |
| 2554         | Lommel United                    | Lommel                 | Philip Haagdoren     | Franky Van der Elst                    | 2  |
| 22           | R. Sporting du Pays de Charleroi | Charleroi              | Dennis van Wijk      | Jos Daerden, Tibor Balog, Mario Notaro | 3  |
| 4068         | KVRS Waasland - SK Beveren       | Beveren                | Dirk Geeraerd        |                                        | 4  |
| 369          | RCS Visétois                     | Wezet                  | Loris Dominissini    | Marc Grosjean                          | 5  |
| 1            | R. Antwerp FC                    | Deurne, Antwerpen      | Bart Wilmssen        | Bart De Roover                         | 6  |
| 3900         | FCV Dender EH                    | Denderleeuw            | Vital Borkelmans     |                                        | 7  |
| 5632         | AFC Tubize                       | Tubeke                 | Dante Brogno         | Dany Ost, Laurent Demol                | 8  |
| 31           | KV Oostende                      | Oostende               | Frederik Vanderbiest |                                        | 9  |
| 2948         | KSK Heist                        | Heist-op-den-Berg      | Cis Bosschaerts      |                                        | 10 |
| 1936         | FC Brussels                      | Sint-Jans-Molenbeek    | Stéphane Demol       | Michel De Wolf, Christian Rits         | 11 |
| 5479         | K. Standaard Wetteren            | Wetteren               | Kris Van Der Haegen  |                                        | 12 |
| 167          | R. Boussu Dour Borinage          | Boussu                 | Arnauld Mercier      | Michel Wintacq                         | 13 |
| 132          | KVK Tienen                       | Tienen                 | Dany Ost             | Valère Billen, Ronny Schuermans        | 14 |
| 134          | KSV Roeselare                    | Roeselare              | Serhij Serebrennikov |                                        | 15 |
| 90           | VC Eendracht Aalst 2002          | Aalst                  | Bart Van Renterghem  |                                        | 16 |
| 5750         | R. White Star Woluwe FC          | Sint-Lambrechts-Woluwe | Felice Mazzu         |                                        | 17 |
| 9264         | SK Sint-Niklaas                  | Nieuwkerken-Waas       | Alex Czerniatynski   | Regi Van Acker                         | 18 |

| 1 2 3 4 5 6 7 8 9 10 11 12 13 14 15 16 17 18 Geografische verspreiding clubs |

## Eindstand
|    |    |                                  | P  | W  | G  | V  | +  | -  | DS  | Ptn |
| -- | -- | -------------------------------- | -- | -- | -- | -- | -- | -- | --- | --- |
| K  | 1  | R. Sporting du Pays de Charleroi | 34 | 23 | 5  | 6  | 64 | 34 | 30  | 74  |
| EP | 2  | KVRS Waasland - SK Beveren       | 34 | 21 | 5  | 8  | 61 | 34 | 27  | 68  |
| EP | 3  | KAS Eupen                        | 34 | 19 | 11 | 4  | 61 | 34 | 27  | 68  |
| EP | 4  | KV Oostende                      | 34 | 19 | 9  | 6  | 61 | 29 | 32  | 66  |
|    | 5  | Lommel United                    | 34 | 15 | 7  | 12 | 48 | 42 | 6   | 52  |
|    | 6  | R. White Star Woluwe FC          | 34 | 14 | 9  | 11 | 48 | 43 | 5   | 51  |
|    | 7  | VC Eendracht Aalst 2002          | 34 | 13 | 7  | 14 | 46 | 52 | -6  | 46  |
|    | 8  | KSK Heist                        | 34 | 11 | 13 | 10 | 46 | 46 | 0   | 46  |
|    | 9  | RCS Visétois                     | 34 | 12 | 8  | 14 | 44 | 41 | 3   | 44  |
|    | 10 | R. Antwerp FC                    | 34 | 12 | 7  | 15 | 39 | 42 | -3  | 43  |
|    | 11 | R. Boussu Dour Borinage          | 34 | 12 | 6  | 16 | 44 | 54 | -10 | 42  |
|    | 12 | AFC Tubize                       | 34 | 12 | 5  | 17 | 36 | 55 | -19 | 41  |
|    | 13 | KSV Roeselare                    | 34 | 9  | 13 | 12 | 46 | 51 | -5  | 40  |
|    | 14 | FC Brussels                      | 34 | 9  | 11 | 14 | 44 | 46 | -2  | 38  |
|    | 15 | SK Sint-Niklaas                  | 34 | 8  | 10 | 16 | 41 | 54 | -13 | 34  |
| ED | 16 | KVK Tienen                       | 34 | 9  | 6  | 19 | 34 | 61 | -27 | 33  |
| D  | 17 | FCV Dender EH                    | 34 | 6  | 15 | 13 | 33 | 43 | -10 | 33  |
| D  | 18 | K. Standaard Wetteren            | 34 | 4  | 9  | 21 | 19 | 54 | -35 | 21  |

P: wedstrijden gespeeld, W: wedstrijden gewonnen, G: gelijke spelen, V: wedstrijden verloren, +: gescoorde doelpunten, -: doelpunten tegen, DS: doelsaldo, Ptn: totaal punten
 K: kampioen en promotie, EP: eindronde voor promotie, ED: eindronde voor degradatie D: degradatie

## Periodekampioenen
Tijdens het seizoen werden periodetitels toegekend. Periodewinst leverde een plaats in de eindronde op.
- Eerste periode: KAS Eupen
- Tweede periode: R. Sporting du Pays de Charleroi
- Derde periode: KVRS Waasland - SK Beveren

Aangezien Charleroi ook kampioen werd, nam de hoogst gerangschikte club die geen periodekampioen werd, in dit geval het in de competitie vierde geëindigde KV Oostende, de plaats van Charleroi in de eindronde in.
De vierde plaats in de eindronde werd ingenomen door KVC Westerlo, de winnaar van Play-off III in Eerste klasse.

## Eindronde voor promotie

### Wedstrijden
| Datum  | Uur   | Wedstrijd                      | Uitslag |
| ------ | ----- | ------------------------------ | ------- |
| 06 mei | 15:00 | Eupen - Westerlo               | 2-1     |
| 06 mei | 15:00 | Waasland-Beveren - KV Oostende | 4-1     |
| 10 mei | 20:30 | KV Oostende - Eupen            | 1-3     |
| 10 mei | 20:30 | Westerlo - Waasland-Beveren    | 1-2     |
| 13 mei | 15:00 | Westerlo - KV Oostende         | 5-1     |
| 13 mei | 15:00 | Eupen - Waasland-Beveren       | 1-2     |
| 17 mei | 20:30 | KV Oostende - Westerlo         | 0-0     |
| 17 mei | 20:30 | Waasland-Beveren - Eupen       | 2-0     |
| 20 mei | 15:00 | KV Oostende - Waasland-Beveren | 1-1     |
| 20 mei | 15:00 | Westerlo - Eupen               | 1-1     |
| 24 mei | 20:30 | Waasland-Beveren - Westerlo    | 3-1     |
| 24 mei | 20:30 | Eupen - KV Oostende            | 1-0     |

### Eindstand
|   |   | P                          | W | G | V | + | -  | DS | Ptn |    |
| - | - | -------------------------- | - | - | - | - | -- | -- | --- | -- |
| P | 1 | KVRS Waasland - SK Beveren | 6 | 5 | 1 | 0 | 14 | 5  | 9   | 16 |
|   | 2 | KAS Eupen                  | 6 | 3 | 1 | 2 | 8  | 7  | 1   | 10 |
|   | 3 | KVC Westerlo               | 6 | 1 | 2 | 3 | 9  | 9  | 0   | 5  |
|   | 4 | KV Oostende                | 6 | 0 | 2 | 4 | 4  | 14 | -10 | 2  |

P: wedstrijden gespeeld, W: wedstrijden gewonnen, G: gelijke spelen, V: wedstrijden verloren, +: gescoorde doelpunten, -: doelpunten tegen, DS: doelsaldo, Ptn: totaal punten

## Degradatie-eindronde
Het team dat 16de eindigde, KVK Tienen, speelde een eindronde met een aantal derdeklassers en ging daar van start in de tweede ronde van die eindronde.

## Topscorers
De officiële benamingen van deze competitie luidden achtereenvolgens Bevordering (van 1909 tot 1926), Eerste Afdeling (van 1926 tot 1952), Tweede Klasse (van 1952 tot 2016). 
In 2016 werd de Tweede Klasse opgeheven en vervangen door Eerste klasse B en Eerste klasse Amateurs.
Nationaal voetbal · Regionaal voetbal · Provinciaal voetbal · KBVB · Nationaal voetbalelftal · Nationaal dameselftal
Belgisch nationaal voetbal
Eerste klasse A · Eerste klasse B · Eerste nationale · Beker van België · Belgische Supercup
Super League · Eerste klasse (vrouwen) · Tweede klasse (vrouwen) · Beker van België (vrouwen) · Belgische Supercup (vrouwen)